# Unternehmen Hubertus
Unternehmen Hubertus war eine militärische Operation der deutschen 6. Armee während der Schlacht um Stalingrad im Zweiten Weltkrieg. Ziel des Unternehmens war es, durch Pioniertruppen den letzten Widerstand der sowjetischen 62. Armee im Häuserkampf zu brechen und die Stadt vollständig zu erobern. Die Operation wurde vom 9. bis zum 18. November 1942 durchgeführt und blieb erfolglos.

## Gliederung der Sturmpioniere
Einsatz der Sturmpioniere in Stalingrad
| Einheit                    | Stammeinheit             | Aufstellungsort   | Kommandeur         | Mannschaftsstärke                                 | Ankunft in Stalingrad |
| -------------------------- | ------------------------ | ----------------- | ------------------ | ------------------------------------------------- | --------------------- |
| Pionier-Bataillon 45       | 6. Armee                 | Ulm               | Hauptmann Drewitz  | 9 Offiziere, 30 Unteroffiziere, 246 Mannschaften  | 4. November 1942      |
| Panzerpionier-Bataillon 50 | 22. Panzer-Division      | Hamburg-Harburg   | Hauptmann Gast     | 10 Offiziere, 44 Unteroffiziere, 405 Mannschaften | 6. November 1942      |
| Pionier-Bataillon 162      | 62. Infanterie-Division  | Breslau           | Major Krüger       | 7 Offiziere, 31 Unteroffiziere, 281 Mannschaften  | 6. November 1942      |
| Pionier-Bataillon 179      | 79. Infanterie-Division  | Idar-Oberstein    | Hauptmann Welz     |                                                   | 17. Oktober 1942      |
| Pionier-Bataillon 294      | 294. Infanterie-Division | Weißenfels        | Hauptmann Weimann  | 4 Offiziere, 29 Unteroffiziere, 275 Mannschaften  | 6. November 1942      |
| Pionier-Bataillon 305      | 305. Infanterie-Division | Ravensburg        | Hauptmann Traub    |                                                   |                       |
| Pionier-Bataillon 336      | 336. Infanterie-Division | Bielefeld         | Hauptmann Lund     | 8 Offiziere, 38 Unteroffiziere, 336 Mannschaften  | 6. November 1942      |
| Pionier-Bataillon 389      | 389. Infanterie-Division | Milowitz bei Prag | Hauptmann Pfitzner |                                                   |                       |

Die Waffenuntergattung der Sturmpioniere entwickelte sich hauptsächlich im Krieg gegen die Sowjetunion 1941–1945 aus dem Aufgabenfeld der Infanterie. Zunächst nur gegen Bunkerstellungen der Roten Armee eingesetzt, erfuhren die Sturmpioniere eine zunehmende Spezialisierung als Grenadier oder Panzer-Nahkämpfer. Leutnant Josef Trausnitz vom Heeres-Gebirgspionier-Bataillon 85 war einer der ersten Sturmpioniere, die Bunker mit Sprengladungen und Minen eroberten und somit zum Ruf der Sturmpioniere als Spezialisten des Infanteriekampfes beitrugen. Im Laufe des Krieges erhielten Pioniere vielfältige Aufgaben: Einsatz gegen feindliche Befestigungen, Errichten von Brückenköpfen, Stoßtruppbildung bei Gegenangriffen und Panzerabwehr. Die Bewaffnung bestand in der Regel aus Flammenwerfern, Maschinenpistolen und Sprengladungen. In der Schlacht um Stalingrad bildeten oft auch abgeurteilte Soldaten und Strafgefangene Sturmpioniereinheiten zur Bewältigung besonders gefährlicher Aufgaben.

## Ausgangssituation

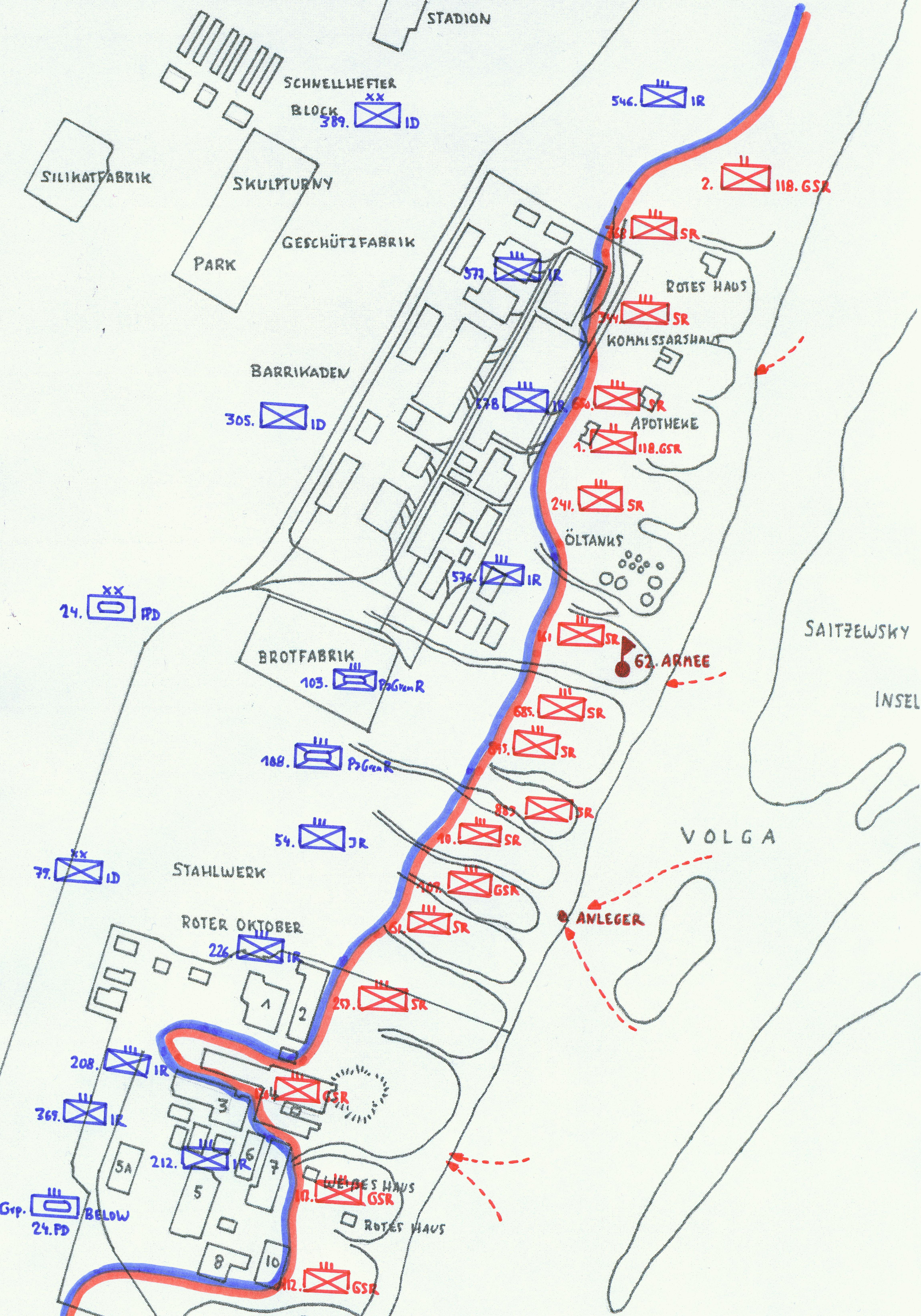
Ausgangslage für das Unternehmen Hubertus am 1. November 1942

Nachdem es der 6. Armee im Spätherbst 1942 nicht gelungen war, die verbliebenen Stellungen der Roten Armee in Stalingrad zu erobern, die sich auf etwa 10 Prozent der Stadtfläche zurückgezogen hatte, befahl Hitler, die Sturmpioniereinheiten als Spezialisten für den Häuserkampf zusammenzuziehen und nach Stoßtrupptaktik in Stalingrad einzusetzen.

„Ich wollte zur Wolga kommen, und zwar an einer bestimmten Stelle, an einer bestimmten Stadt, weil dort ein ganz wichtiger Punkt ist. … Den wollte ich nehmen, und … wir haben ihn nämlich! Es sind nur noch ein paar ganz kleine Plätzchen da. Nun sagen die anderen: Warum kämpfen sie dann nicht schneller? Weil ich dort kein zweites Verdun will! Ich mache es jetzt mit ganz kleinen Stoßtrupps. Die Zeit spielt dabei keine Rolle, es kommt kein Schiff mehr die Wolga hoch, das ist das Entscheidende!“

Bereits im Vorfeld äußerte Generalmajor Arthur Schmidt, Generalstabschef der 6. Armee, gegenüber General der Infanterie Georg von Sodenstern, dem Generalstabschef der Heeresgruppe Süd, große Bedenken, dass die von den Pionieren im Nahkampf freigekämpften Geländeabschnitte angesichts der großen zahlen- und materialmäßigen Überlegenheit der Sowjetarmee von den schwachen Infanteriekräften unmöglich nachhaltig behauptet werden können.
Die Sturmpioniere waren dem Kommandeur des LI. Armeekorps, Walther von Seydlitz-Kurzbach, unterstellt. Der vom PiBtl. 672 abgestellte Major Josef Linden erhielt den Auftrag, die sowjetischen Brückenköpfe westlich der Wolga im Stalingrader Innenstadtbereich und in den nördlichen Industriekomplexen endgültig zu vernichten. Linden war dem Armeepionierführer Oberst Herbert Selle unterstellt, welcher wiederum Einsatzbefehle direkt von Generalleutnant Erwin Jaenecke, dem Kommandeur der 389. Infanterie-Division erhielt.

### 1. November 1942

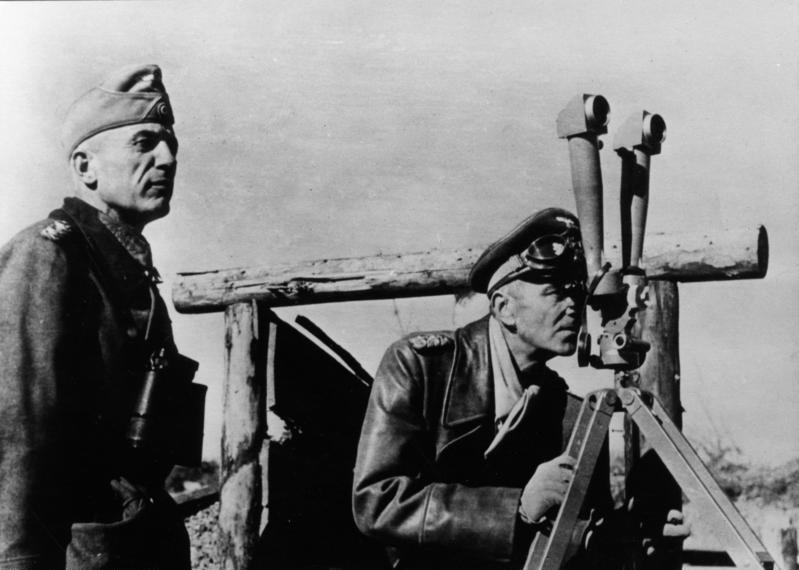
Seydlitz-Kurzbach und Paulus bei Gefechtsfeldbeobachtung

Am 1. November 1942 wurde der vorerst letzte größere Angriff der 79. Infanterie-Division im Stahlwerk „Roter Oktober“ durch starkes sowjetisches Artilleriefeuer östlich der Wolga abgewehrt und die Gefechtskraft der dort operierenden Division dadurch empfindlich geschwächt. Das LI. Armeekorps beschloss aufgrund dieser Erfahrung, keine größeren Kampfverbände mehr einzusetzen.
In der Nacht vom 1. auf den 2. November 1942 wurde die 95. Schützen-Division an das westliche Wolgaufer gebracht, um die Verteidiger des Industriekomplexes zu verstärken und den Gegner daran zu hindern, am Steilufer Fuß zu fassen.
Als Angriffsziele für die Offensive der neu eintreffenden Sturmpionier-Bataillone wurden zunächst die Geschützfabrik „Barrikaden“ (russ. Красные Баррикады – Krasnyje Barricady) und die östlich des Mamajew-Hügels gelegene Eisenbahnschleife „Tennisschläger“ mit der Chemischen Fabrik „Lazur“ ausgegeben. Paulus hatte die Einnahme der Fabrik „Lazur“ bereits Ende September als Hauptziel formuliert, um die 62. Armee an einer taktisch bedeutsamen Stelle zu spalten. Verteidigt wurde das stark befestigte Werk von der 284. SD., da auch Tschuikow „Lazur“ als eine seiner bedeutendsten Festungen ansah. Weitere Haupteinsatzziele waren das Stahlwerk „Roter Oktober“ (russ. Красный Октябрь – Krasny Oktjabr) und das östlich der Geschützfabrik gelegene Kommissarshaus (ein massives zur Festung ausgebautes U-förmiges Gebäude) und die Apotheke. Die Pionierbataillone 50, 162, 294 und 336 wurden aus ihrem Frontabschnitt abgezogen, in Millerowo und Rossosch bei Woronesch am Don zusammengefasst und am 6. November 1942 mit Transportmaschinen nach Stalingrad eingeflogen. Alle fünf Bataillone hatten bereits Kampferfahrung an der Ostfront und waren nach Meinung des Oberkommandos der Wehrmacht gut für ihren bevorstehenden Einsatz und dem Gefecht auf engstem Raum geeignet.

### 6. November 1942
Am 6. November 1942 erteilte Hitler der 6. Armee den Befehl, zunächst den sowjetischen Widerstand östlich der Geschützfabrik „Barrikaden“ und des Stahlwerks „Roter Oktober“ zu brechen und das gesamte nördliche Wolgaufer zu säubern, bevor das Angriffsziel Chemische Fabrik „Lazur“ wieder aufgenommen werden sollte. Schwerpunkt der Großoffensive sollte die 305. Infanterie-Division bilden, deren Infanterieregimenter mit jeweils einem Sturmpionierbataillon an der Spitze verstärkt wurden. Geplant war ein Angriff mit verbundenen Waffen und Artillerieunterstützung in einem schmalen Frontabschnitt.

### 8. November 1942

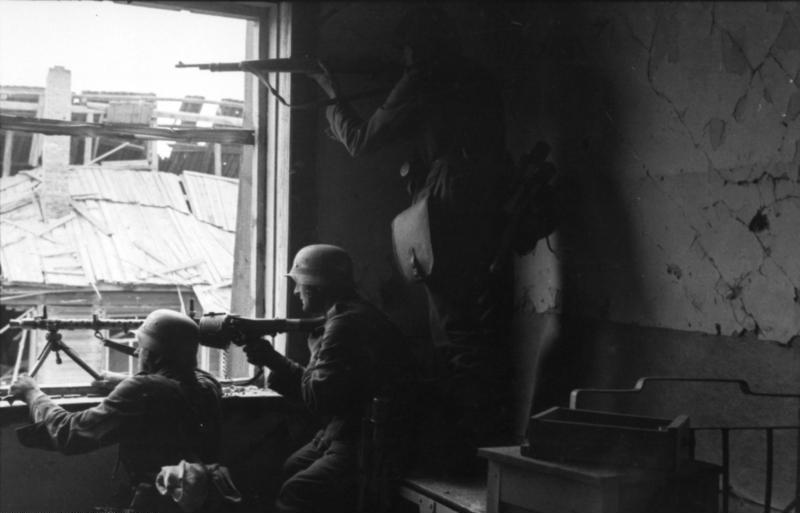
Stalingrad, Häuserkampf

Bereits am 8. November 1942 erlitt das Pionier-Bataillon 336 den Verlust von 18 Mann, als sich das Bataillon im Bereitstellungs- bzw. Verfügungsraum, einer verminten Halle der Geschützfabrik „Barrikaden“, sammelte und organisierte. Das PiBtl. 336 sollte mit 600 Soldaten die vier Kompanien (37 Überlebende von 400 Mann) von Major Eugen Rettenmaier auffüllen und die Sowjets aus ihren Unterständen und Gängen am Wolga-Steilufer werfen. Eine Einweisung in die besonderen Kampftechniken der Stalingradschlacht durch Rettenmaier wurde von den erfahrenen Pionieren abgelehnt, da sie der Meinung waren, nur eine weitere Routineaufgabe ähnlich dem Einsatz bei Woronesch (Woronesch-Woroschilowgrader Operation: Übersetzen der Pioniere über den Don und Kampfeinsätze unter Major d.R. Gerhard Konopka) vor sich zu haben. Diese Fehleinschätzung der Lage war teilweise auch ein Grund für den Misserfolg der Unternehmung. Rettenmaier, Kommandeur des IR 578/305. ID, erhielt als Einsatzraum die sich teilweise noch im Rohbau befindlichen Häuserzeilen zwischen der Geschützfabrik „Barrikaden“ und dem Wolgaufer.
Das LI. Armeekorps sollte am 8. November 1942 das Wolgaufer östlich der Geschützfabrik einschließlich der Öltanks sowie die Südwestecke der Ziegelei nehmen. Dazu mussten die 305. ID und der Südflügel der 389. ID bei Tagesanbruch einen überraschenden Angriff mit verstärkten Grenadierregimentern auf das Wolgaufer durchführen. Durch tief gestaffelten Aufmarsch und Bereitstellung starker Reservekräfte sollte auf vorderster Linie sichergestellt werden, dass einerseits die Kampfstärke beibehalten würde und außerdem genügend Kräfte vorhanden sein würden, um umliegende Widerstandsnester zu bekämpfen und die Keller der eroberten Gebäude zu säubern. Die Sturmpionier-Bataillone sollten nicht als Regiment zusammengefasst operieren, sondern die gewöhnliche Infanterie verstärken, um mit ihren schweren Waffen im Nahkampf zu kooperieren. Die 71. ID, 295. ID, 100. JD einschließlich der Gruppe Schwerin (79. ID) mussten gut vorbereitete Stoßtruppunternehmen ausführen, um den Gegner bei der Ausweitung der Frontlinie zu täuschen.
Die Gruppe Schwerin erhielt zusätzlich den Auftrag, nach Angriffsbeginn flankierende Infanterie- und Artillerieangriffe abzuwehren.
Man nahm an, dass die Rote Armee schwerpunktmäßig Elitetruppen in den Brückenköpfen positioniert hatte und dass Offiziere und Politkommissare mit harter Disziplin Desertation oder mögliche Kapitulationsbestrebungen sofort unterbinden würden. Ein großflächiger Panzereinsatz war in der Trümmerlandschaft nicht möglich. Die 62. Armee unterhielt ein Netz an Laufgräben und Tunneln, das es ihr ermöglichte, an unterschiedlichen Orten Feuerüberfälle zu starten und sich unbemerkt wieder zurückzuziehen.

## Angriffsgliederungen und Angriffsziele
| Einheit                  | Untereinheit / Gliederung | Sektor                                                                       | Einsatzziele                                                                                  |
| 295. Infanterie-Division | | Eisenbahnschleife „Tennisschläger“ und Mamajew-Hügel                         | Eroberung von Bannyi-Schlucht und Chemischer Fabrik „Lazur“                                   |
| 100. Jäger-Division      | Jäger-Regiment 54, angegliedert PiBtl. 294, PiBtl. 336 | nördlich von Bannyi-Schlucht und Mamajew-Hügel                               | Eroberung der Südwestecke vom Stahlwerk „Roter Oktober“                                       |
| Gruppe Schwerin          | IR 208 und IR 212 der 79. Infanterie-Division, Kampfgruppe Seydel (14. Panzer-Division) und Kampfgruppe Scheele (24. Panzer-Division), um 8 Uhr am 5. November 1942 | Westhälfte vom Stahlwerk „Roter Oktober“                                     | Eroberung des gesamten metallurgischen Werkes und sowjetischer Stellungen am Wolgaufer        |
| 14. Panzer-Division      | | Abschnitt zwischen Geschützfabrik „Barrikaden“ und Stahlwerk „Roter Oktober“ | Eroberung der Landestellen der 62. Armee                                                      |
| 305. Infanterie-Division | IR 576, IR 577, IR 578 und drei Pionierbataillone | Ostteil der Geschützfabrik „Barrikaden“ und nördliche Anlegestellen          | Eroberung des Wolgaufers östlich von „Barrikaden“ und nördlich der Landestellen der 62. Armee |

| Einheit                  | Untereinheiten/Stärke | Sektor                                                                   | Einsatzziel                                                                       |
| Gruppe Schwerin          | IR 208 und 212 (79. ID), zwei Pionierbataillone, eine Panzerschwadron, eine halbe Sturmgeschütz-Abteilung, eine schwere und zwei leichte Werfer-Abteilungen | Westsektor vom Stahlwerk „Roter Oktober“                                 | Eroberung der Martinsofenhalle                                                    |
| 305. Infanterie-Division | IR 576, 577 und 578, drei Pionierbataillone, eine Sturmgeschütz-Abteilung, eine Panzerschwadron (24. PD) und eine Sturmkompanie der 44. ID                  | Ostsektor der Geschützfabrik „Barrikaden“                                | Eroberung des Wolgaufers östlich der Geschützfabrik und Landestelle der 62. Armee |
| 389. Infanterie-Division | IR 546 und 544, drei Pionierbataillone, eine halbe Sturmgeschütz-Abteilung und eine Angriffsformation der 24. PD                                            | Nordostsektor der Geschützfabrik „Barrikaden“ und Ostsektor der Ziegelei | Eroberung des Wolgaufers nordöstlich der Geschützfabrik „Barrikaden“              |

Deutsche Angriffsziele am 10. November 1942 im Sektor Geschützfabrik „Barrikaden“
- PiBtl. 305: überfallartiger Angriff auf Apotheke
- PiBtl. 50: Angriff auf Kommissarshaus und Einnahme des Gebäudes (Kommandeur Hauptmann Gast verzichtete dabei ausdrücklich auf Infanterieunterstützung)
- Infanteriegruppe mit Teilen PiBtl. 305: Vorstoß durch eine Balka zum Wolgaufer, auf der Sandbank flussaufwärts
- verstärkte Abteilung: Bereitstellung zum Angriff auf Haus 78[19]

| Einheit                  | Untereinheit                                                                  | Einsatzziel |
| 389. Infanterie-Division | IR 544 zusammen mit PiBtl. 389                                                | Angriff ostwärts von der südlichen Ecke der Geschützfabrik „Barrikaden“ auf das Wolgaufer gegen das 118. Gardeschützen-Regiment (138. SD) |
| 389. Infanterie-Division | IR 546 zusammen mit PiBtl. 45, PiBtl. 162 und Sturmabteilung 24 (24. PD)      | Angriff ostwärts von Halle 6A (nordöstliche Ecke) der Geschützfabrik „Barrikaden“ gegen das 768. SR (138. SD) am nördlichen Ende von Pribaltiskaya-Straße und Lenin-Prospekt |
| 305. Infanterie-Division | IR 577 zusammen mit PiBtl. 336, 3./PiBtl. 305 und Sturmkompanie 44            | Angriff östlich von Halle 4 in der Geschützfabrik „Barrikaden“ mit dem Auftrag, Gebäude in der Pribaltiskaya-Straße und dem Lenin-Prospekt zu nehmen, welche vom 650. SR und 344. SR verteidigt wurden |
| 305. Infanterie-Division | IR 578 zusammen mit PiBtl. 50, 1./PiBtl. 305. und Sturmgeschütz-Abteilung 245 | Angriff aus Halle 3 in der Geschützfabrik „Barrikaden“ gegen die Apotheke in der östlichen Arbatovskaya-Straße, Ecke Apothekskaya-Straße, welche vom 241. SR verteidigt wurde; außerdem Angriff gegen das Kommissarshaus nördlich der Arbatovskaya-Straße, gegenüber der Taimyrskaya-Straße, verteidigt vom linken Flügel der 650. SR (138. SD) |
| 305. Infanterie-Division | IR 576 zusammen mit PiBtl. 294 und 2. Kp./PiBtl. 305                          | Angriff von Halle 6D und 6E gegen den südlichen Teil der Geschützfabrik „Barrikaden“ an der Mezenskaya-Straße auf die Öltanks, verteidigt vom 241. SR (95. SD) |

| Einheit                    | Kommandeur                  | Untereinheiten | Einsatzziel |
| Gruppe Gorokhow            | Oberst S.F. Gorokhow        | 124. und 149. Schützen-Brigade (ca. 1000–1500 Mann) | Verteidigung der Region um Rynok und Spartanowka                                                                       |
| 138. Schützen-Division     | Oberst I. I. Ljudnikow      | 344., 650. und 768. Schützen-Regiment und die Überreste der 308. Schützen-Division sowie 118. Gardeschützen-Regiment/37. GSD (ca. 1500 Mann)                                         | Verteidigung des 400x700 Meter großen Geländes zwischen Geschützfabrik „Barrikaden“ und Wolgaufer („Ljudnikows Insel“) |
| 95. Schützen-Division      | Oberst V.A. Gorischnji      | 161. und 241. Schützen-Regiment, zusammengesetztes 685. Schützen-Regiment/193. SD unter Generalmajor F.N. Schmechotworow, sowie Überlebende der 92. Schützen-Brigade (ca. 1500 Mann) | Verteidigung des 300x500 Meter großen Geländes in der Balka südlich der Geschützfabrik „Barrikaden“                    |
| 45. Schützen-Division      | Oberst V.P. Sokolow         | 10. und 61. Schützen-Regiment (ca. 1200 Mann) | Verteidigung des 300x500 Meter breiten Geländestreifens nordöstlich des Stahlwerks „Roter Oktober“                     |
| 39. Gardeschützen-Division | Generalmajor S.S. Gurtjew   | 120. und 112. Gardeschützen-Regiment mit 253. Schützen-Regiment/45. SD (ca. 1200 Mann)                                                                                               | Verteidigung von Halle 4 und Halle 8a sowie des östlichen Sektors vom Stahlwerk „Roter Oktober“                        |
| 284. Schützen-Division     | Oberst N.F. Batjuk          | 1043., 1045. und 1047. Schützen-Regiment (ca. 1200 Mann) | Verteidigung der unteren Krutoi-Schlucht bis zu den Balkas südwestlich vom Stahlwerk „Roter Oktober“                   |
| 13. Gardeschützen-Division | Generalmajor A.I. Rodimtzew | 34., 39. und 42. Gardeschützen-Regiment (ca. 1500 Mann) | Verteidigung des schmalen Brückenkopfs in Stalingrad-Mitte bis Südsektor der Krutoi-Schlucht                           |

## Verlauf des Unternehmens Hubertus

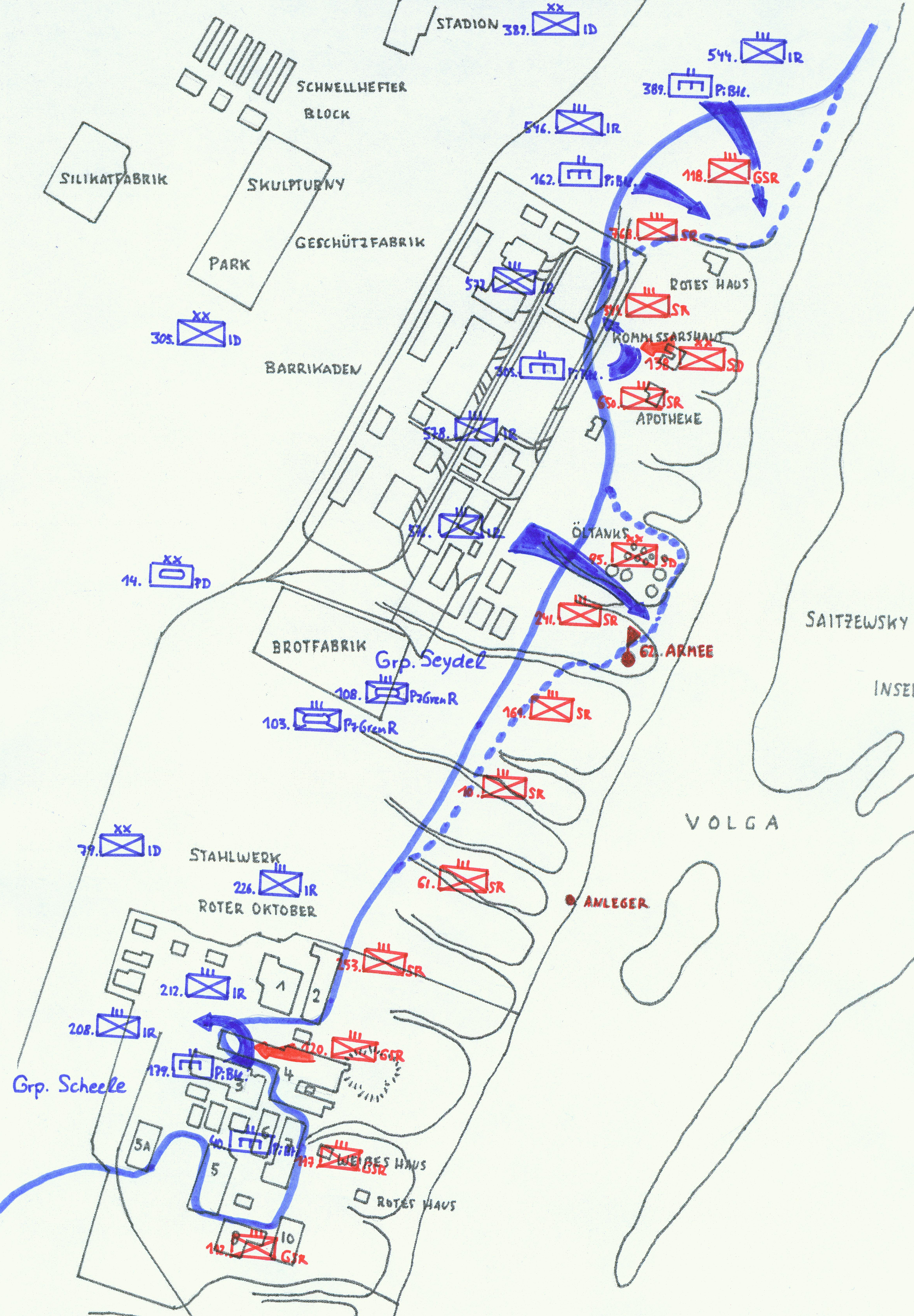
Unternehmen Hubertus: Deutscher Angriff am 11./12. November 1942, gestrichelt: Frontverschiebung

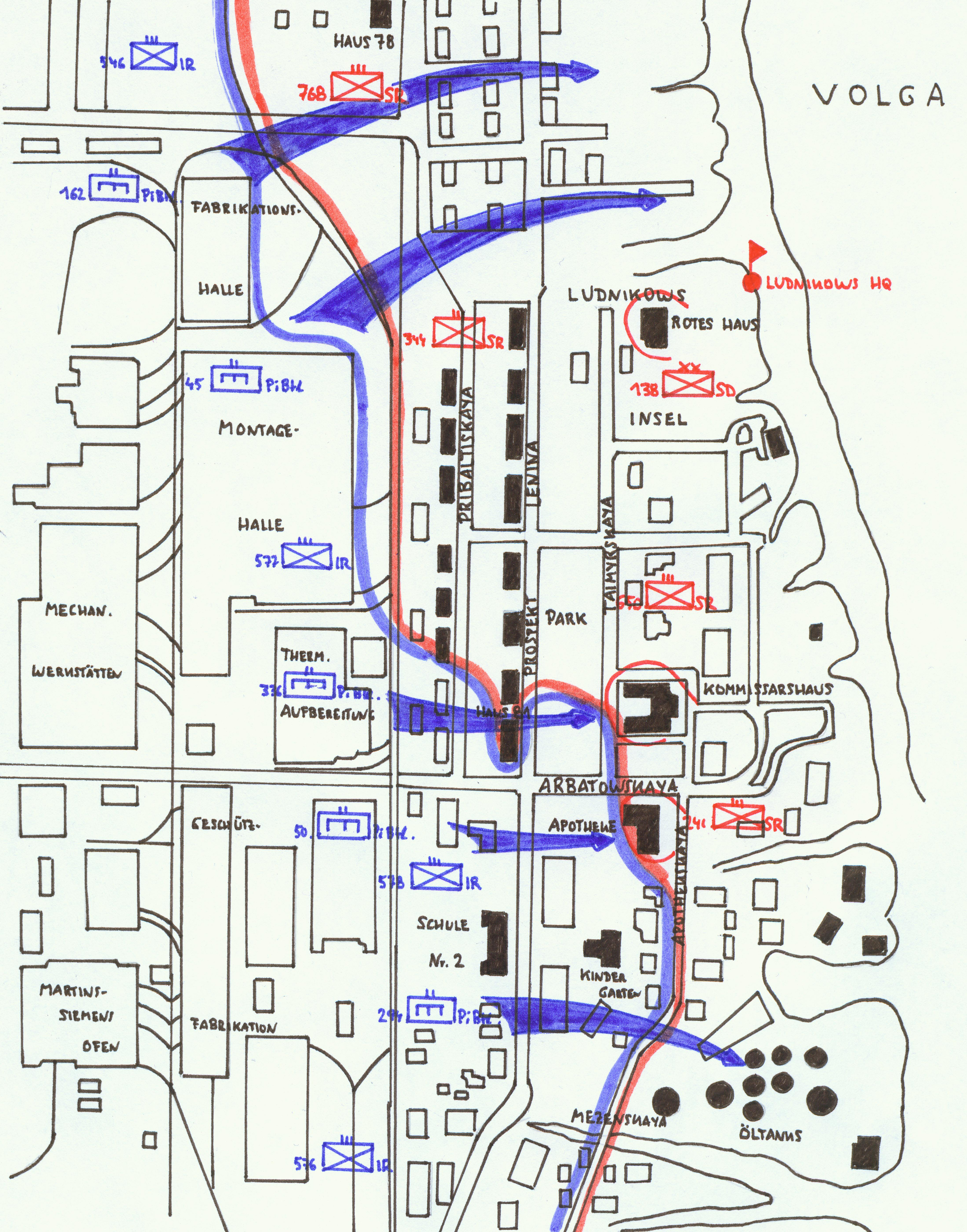
Unternehmen Hubertus: Kampf um Apotheke und Kommissarshaus

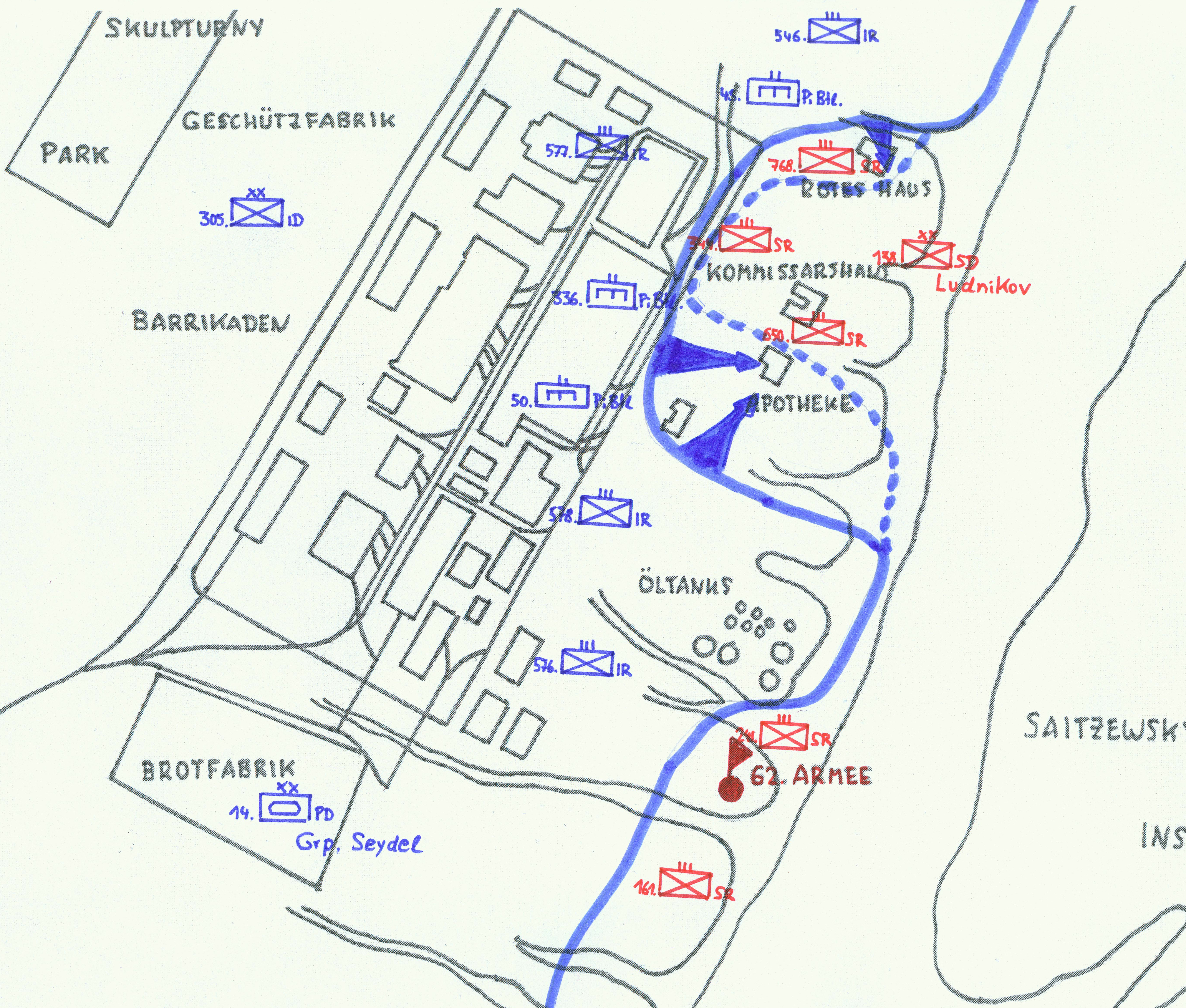
Unternehmen Hubertus: Zweiter Angriff am 14./15. November 1942, Frontverkürzung im Bereich Geschützfabrik „Barrikaden“

### 9. November 1942
Am 9. November 1942 begann bei stark fallenden Temperaturen um −18 °C das als erste Phase der Endoffensive gegen die letzten sowjetischen Verteidigungsstellungen westlich der Wolga geplante „Unternehmen Hubertus“. In den frühen Morgenstunden begann die konzentrierte Artilleriefeuervorbereitung, gleichzeitig rückten die ersten Stoßtrupps der Sturmpioniere zu den geplanten Angriffszielen vor. Die reguläre Infanterie rückte als zweite Welle gegen die Ziele vor, hatte jedoch nicht die ausreichende Kampfkraft, um das Zwischengelände der einzelnen Abschnitte zu sichern. Das PiBtl. 294 erreichte wie geplant seinen Sektor bei den Treibstoffanlagen am westlichen Wolgaufer. Das PiBtl. 50 konnte zwei Fabrikgebäude erobern, wurde aber in seinem Angriff vor der stark befestigten Apotheke und dem „Roten Haus“ (Parteigebäude) niedergehalten. Das PiBtl. 336 konnte einige Wohnhäuser nehmen und bis zur Divisionsgrenze an einer zur Wolga parallel verlaufenden Straße vorstoßen. Das eroberte Gelände musste jedoch teilweise wieder aufgegeben werden, da die 305. Infanterie-Division den umliegenden Raum wegen Abnutzungserscheinungen nicht sichern konnte.
Die Offensive der PiBtl. 162 und 389 kam jedoch vor dem „Weißen Haus“ zum Stillstand, da der Widerstand der sowjetischen Gardeschützen in den Trümmerfeldern nicht gebrochen werden konnte.

„Diese Menschen kannten nicht nur den Preis jeden Meters, sondern auch jedes Fußbreites Erde. Und fast jeder konnte Gewehr und Maschinengewehr, Panzerbüchse und Granatwerfer bedienen sowie Scharfschütze sein. Mit Feuer aus allen Waffen suchten wir jede Umgruppierung seiner Gefechtsordnung, jede Konzentration seiner Soldaten in irgendeinem Haus oder irgendeiner Häuserecke zu verhindern, unterbanden wir jedes Vorrücken.“

Bereits am ersten Tag wurden 20 % Mannschaftsverluste verzeichnet. Fatal war die Lage bei der Geschützfabrik „Barrikaden“, da sich sowjetische Scharfschützen in den Trümmern, Ruinen und Bombentrichtern postiert hatten und die Befehlskette durch gezieltes Töten der deutschen Offiziere unterbrachen. Reserven der 62. Armee wurden vom Wolgaufer durch die Kanalisation inmitten der Stellungen der Wehrmacht herangeführt, wo sie in kurzen und überraschenden Feuergefechten für Chaos und Verwirrung sorgten. Wo die Kanaldeckel lokalisiert werden konnten, verschloss die Wehrmacht diese mit Eisenträgern aus den Fabriktrümmern oder schüttete Benzin in das Untergrundsystem und zündete es an.
Die Pioniere kamen viel langsamer voran, als ursprünglich geplant, da sich ihre sperrigen und schweren Kampfmittel und Waffen im extrem unwegsamen Trümmergelände als sehr hinderlich erwiesen. Das Überwinden der Hindernisse verlangte große Aufmerksamkeit, so dass die Rote Armee sehr erfolgreiche Feuerüberfälle durchführen konnte. Ohne nachrückende Infanterieunterstützung wurden die Pioniere oft von den eigenen Einheiten abgeschnitten und mussten sich vorzeitig wieder zurückziehen.
Die zahlreichen sowjetischen Gegenangriffe erhöhten den Munitionsverbrauch der Deutschen derart, dass bereits eroberte Gebäude wieder aufgegeben werden mussten. Der Tagesbefehl am 9. November 1942 konnte schließlich nicht erfüllt werden, da die Kampfkraft der Infanterietruppen nach den langen und auszehrenden Kämpfen im September und Oktober 1942 zu schwach war, um den Geländegewinn der Sturmpioniere zu halten.
Sturmgeschütze konnten bei den schnellen Infanterievorstößen nur sehr unzureichend eingesetzt werden und nur flankierend als Feuerschutz wirken. Nicht eingenommen werden konnte die freistehende Apotheke, 300 bis 400 Meter von der Wolga entfernt, und das sich direkt auf dem Steilhang befindliche Haus 78. Die Rotarmisten konnten sich ebenfalls im festungsartig ausgebauten Kommissarshaus halten.
Das IR 578, verstärkt durch das PiBtl. 50 und das PiBtl. 305, sollte am 10. November 1942 erneut die stark befestigten Stellungen der 62. Armee am Wolgaufer angreifen. Alle verfügbaren Artilleriebatterien in diesem Gefechtsabschnitt sollten den Angriff vorbereiten. Angriffsschwerpunkt waren die Apotheke und das freistehende Kommissarshaus. Zwischen Apotheke und Kommissarshaus lag eine völlig zerstörte Mondlandschaft, die eine unbemerkte Annäherung unmöglich machte. In das Kommissarshaus war kein Eindringen möglich, da Fenster und Türen des Erdgeschosses mit Schutt und Trümmern verbarrikadiert waren. In den Außenwänden des Gebäudes befanden sich Schießscharten, aus denen die Rotarmisten mit automatischen Waffen zunächst sämtliche Angriffsbemühungen abwehrten.
Gleichzeitig sollten das IR 576 gegen das Treibstofflager und das IR 578 gegen Haus 78 vorgehen.
Auch im Sektor Stahlwerk „Roter Oktober“ kam es seit den frühen Morgenstunden zu Feindberührung der 79. ID mit dem 180. Gardeschützen-Regiment (37. GSD) in den Hallen Nr. 2 und Nr. 10, die sich zu erbitterten Nahkämpfen entwickelten. Die Sturmgeschützabteilung 244 sollte die in Bedrängnis geratene 79. ID dabei unterstützen. Die 79. ID litt mehr als ihre Nachbareinheiten unter dem permanenten sowjetischen Artilleriebeschuss, seitdem sie die rechte Flanke der 24. PD sicherte. Da die deutschen Angriffsverbände die Chemische Fabrik „Lazur“ bedrohten, konzentrierten sich die Gegenstöße der 62. Armee auf diese Zone.

### 10. November 1942
Am 10. November 1942 wurde Major Linden vom Kommandeur des LI. Armeekorps, Walther von Seydlitz-Kurzbach, im Gefechtsstand „Schnellhefter“ westlich vom Geschützwerk „Barrikady“ zum Rapport bestellt. Linden erbat ein weiteres Infanterieregiment zur Unterstützung der „ausgebluteten“ 305. Infanterie-Division und der vorgeschobenen Sturmpionierbataillone, um schnelle Erfolge zu haben. Dies wurde ihm verweigert, da der Nachrichtendienst bereits große sowjetische Verbände meldete, die sich an der nördlichen und südlichen Flanke der 6. Armee zusammenzogen. Von dort könne kein weiteres Infanterieregiment mehr abgezogen werden. Daraufhin erbat Linden, seine bereits stark angeschlagenen Sturmpioniere als Spezialisten für die geplante Frühjahrsoffensive 1943 schonen zu dürfen, was jedoch von Seydlitz-Kurzbach ebenfalls verweigert wurde.
Am gleichen Tag fand ein weiterer Großangriff statt, nachdem eigene Kräfte umgruppiert worden waren und der Gegner seine Verteidigungsstellungen verstärkt hatte.
Das PiBtl. 294 verblieb am rechten Flügel der 305. ID, um Störangriffe aus dem Süden abzuwehren. Das PiBtl. 162 wurde von der 389. ID abgezogen, um das in Bedrängnis geratene Zentrum der 305. ID zu unterstützen.
Nach Anbringung von Sprengladungen gelang der Einbruch in das hart umkämpfte Kommissarshaus. Nachdem die oberen Stockwerke und Gänge geklärt waren, zogen sich die Rotarmisten in das Kellergeschoss zurück. Pioniere rissen den Boden auf, gossen Benzin in den Keller und warfen Tornisterladungen hinein. Außen zündeten deutsche Soldaten Nebelhandgranaten, um die aus dem Haus Flüchtenden zu blenden. Bei der Explosion des Kommissarshauses kamen alle darin befindlichen Personen um.

„Es gibt keine Stadt in diesem ganzen Krieg, die solches sah, was die deutschen Soldaten jetzt wochenlang durchzustehen hatten. Von Süden und aus der Mitte her erkämpften sich die Deutschen diese Bastion. Und jeder neue Tag frißt an diesem über und über blutenden Stadtkörper weiter und tödlicher. Die Wolga, an der sich das täglich trostloser verfallende Trümmerfeld entlang dehnt, ist längst schon unter der deutschen Kontrolle. Doch die Sowjets geben sich noch immer nicht geschlagen.“

### 11. November 1942
Am 11. November 1942 um 6:50 Uhr wurde das Unternehmen Hubertus konzentriert mit starkem Artilleriefeuer auf nur 5 km Frontbreite zwischen der Wolchowstrojewskaya-Straße im Norden und der Bannyi-Schlucht im Süden fortgesetzt und sechs der in Stalingrad kämpfenden Divisionen (79. ID, 100. JD, 295. ID, 305. ID, 389. ID und 14. PD) rückten vor. Die intensiven Nahkämpfe und Feuergefechte auf kürzeste Distanz dauerten nur 5 Stunden an, wobei häufig der Flammenwerfer-Einsatz das Gefecht entschied.

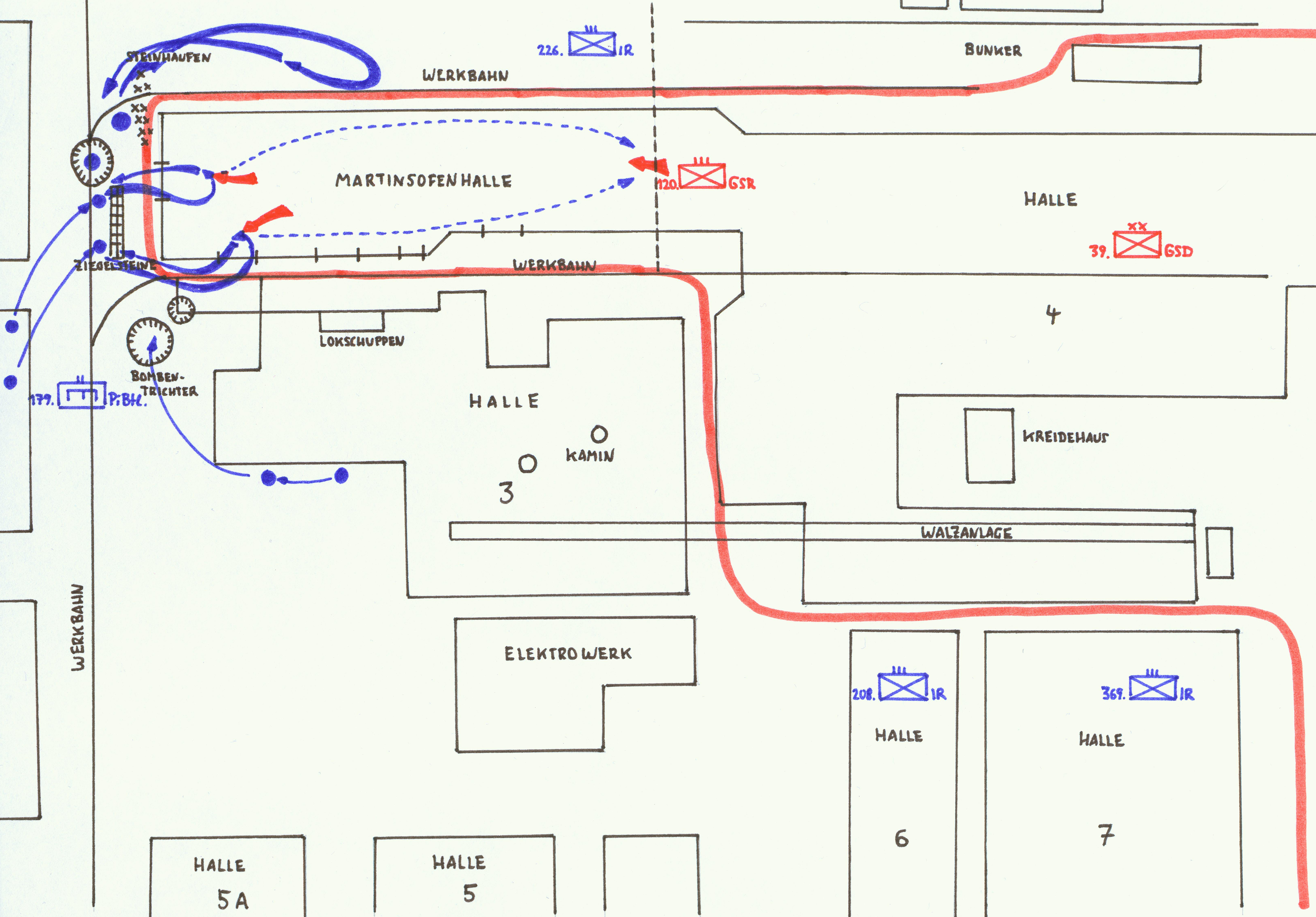
Martinsofenhalle Angriff am 11. November 1942

Im Südabschnitt wurde das PiBtl. 179 in schwere Kämpfe um die „uneinnehmbare“ Martinsofenhalle / Halle 4 (russ. Martenovskii Мартеновски заводской цех) im Stahlwerk „Roter Oktober“ verwickelt. Das gesamte Fabrikgelände befand sich bereits seit Oktober 1942 im Besitz der Wehrmacht, lediglich die zur Festung ausgebaute Martinsofenhalle konnte vom kroatischen Infanterieregiment 369 trotz intensivster Bemühungen nicht genommen werden, da die Rotarmisten ihre Verluste durch ein verwinkeltes Tunnel- und Röhrensystem immer wieder ausgleichen konnten. Die Martinsofenhalle (Halle 4) im nördlichen Bereich des Stahlwerkes enthielt acht in den Boden eingelassene Martinsöfen. Im Untergeschoss, 40–50 m unter der Halle, befanden sich Lagerräume und Kantinen. Halle 4 schützte das Hintergelände der Schlackehalden und der Fingerschlucht samt „Weißem Haus“ und „Rotem Haus“, ebenfalls Eckpfeiler der sowjetischen Verteidigung am Wolgasteilufer. Die Eroberung des Stahlwerkes durch die 79. Infanterie-Division und 100. Jäger-Division konnte ohne Inbesitznahme der Martinsofenhalle nicht abgeschlossen werden; ein Angriff von Norden auf den Brückenkopf an der Wolga war dadurch undenkbar.
Bisherige Versuche der Wehrmacht, Halle 4 zu erobern, schlugen alle fehl. Luftangriffe und Mörserfeuer blieben wegen der massiven Bauweise der Martinsöfen wirkungslos, ebenso der Einsatz schwerer Waffen gegen die stark befestigte Stellung. Angriffe des IR 226 auf die Halle wurden von den ca. 400 Verteidigern des 3. Btl./120. GSR (39. GSD) und 2. Btl./253 SR mehrfach zurückgeschlagen. Gründe für das Scheitern waren die stark verminderte Kampfkraft durch die Abnutzungskämpfe in den nördlichen Industriekomplexen, die Überanspannung durch nahezu pausenlose Kämpfe und fehlende Mannschaftsstärke, so dass gewonnene Gebietsabschnitte nicht gehalten werden konnten. Im Gegenzug konnte die Rote Armee durch Tunnel und Gänge unter der Martinsofenhalle ständig Reserven vom Wolgaufer direkt in die Gefechte führen. So wurde ein Großteil der deutschen Truppen durch die Kämpfe um Halle 4 gebunden.
Hauptmann Helmut Welz vom PiBtl. 179 erhielt den Befehl, die Martinsofenhalle am 10. November 1942 endgültig niederzuwerfen. Welz widersetzte sich zunächst diesem Befehl, da das Bataillon seiner Einschätzung nach in den vorangegangenen Kämpfen bereits zu große Verluste erlitten hatte. Ein erfolgreicher Angriff auf die Halle schien ihm daher nicht durchführbar.

„Ich brauche ihre Ratschläge nicht und verbitte mir diese Belehrungen. Wenn Sie es anders besser verstehen: Divisionsbefehl, Sie greifen am 10. November Halle Vier an und stoßen bis zur Wolga durch, verstanden?“

Tschuikow merkte an, dass der Divisionsbefehlshaber aus einer 10 km entfernten Stellung die Durchführbarkeit eines solchen Unternehmens hätte gar nicht beurteilen können. Im Gegensatz zu den Wehrmachtsoffizieren waren die Kommandeure der 62. Armee meist in unmittelbarer Nähe des Kampfgeschehens und konnten somit rasche Entscheidungen vor Ort treffen, was sich als großer Vorteil im Kampf um Stalingrad erwies.
Der Oberbefehlshaber der Kroatischen Legion (serbokroatisch: Hrvatska Legija), Oberst Viktor Pavičić, stellte das einzige noch existierende Bataillon unter Major Breivikow (300 Mann) ab, um Welz Kampfunterstützung zu bieten. Zu Beginn der Kämpfe im Stahlwerk „Roter Oktober“ zählte das 369. IR noch 5000 Soldaten.
Im Zuge der Vorbereitungen konnte der Angriff zumindest um einen Tag auf den 11. November verschoben werden.
Angriffsplanung
Angriffsbefehl für das PiBtl. 179:
- 1. Feind hält mit starken Kräften Teile des Werksgeländes „Roter Oktober“. Die Martinsofenhalle (Halle 4) ist der Brennpunkt seiner Verteidigung. Mit der Wegnahme dieser Halle fällt Stalingrad.
- 2. verstärktes PiBtl. 179 nimmt am 11. November 1942 Halle 4 und stößt zur Wolga durch. Erstes Angriffsziel: Südostseite Halle 4.
- 3. Es werden eingesetzt:
  - Rechts: PiBtl. Sprenger
  - Mitte: 1. und 3. Kompanie
  - Links: 2. Kompanie
  - Trennungslinie zwischen Pi. Sprenger und 1. Kompanie: südwestl. Hallenwand
  - Trennungslinie zwischen 3. und 2. Kompanie: nordöstl. Hallenwand
  - Gliederung und Ausrüstung gemäß mündlicher Anweisung
- 4. Artillerieregiment und IG-Gruppe mit 8 Geschützen unterstützen den Angriff durch Vernichtungsfeuer auf Nordwestteil Halle 4 von x – 5 bis x Uhr, danach durch Niederkämpfen auftretender Ziele im Zuge des Angriffs. VB gehen mit Stoßtruppführern mit, Artillerieregiment mit Pi. Sprenger und 2. Kompanie. IG-Gruppen mit 2. und 3. Kompanie.
- 5. 2-cm-Flakbatterie unterstützt den Angriff durch Niederkämpfen von Scharfschützen im Dachgestänge der Halle aus Stellungen in Gegend Leiterhaus.
- 6. Kroatisches Infanterie-Regiment 369 besetzt und sichert unmittelbar hinter den Stoßgruppen das gewonnene Gelände. Eine Kompanie zu meiner Verfügung bei Leiterhaus.
- 7. Bereitstellung muss bis 3:00 Uhr eingenommen sein, Meldung unter „Martin“.
- 8. Leuchtzeichen:
  - weiß: hier sind wir (alle 5 Minuten)
  - rot: Gegenangriff
  - grün: Verstärkung erbeten
- 9. Truppenverbandsplatz: Haus 50 Meter nordwestl. Halle 4.
- 10. Kampfgruppengefechtsstand: zunächst Haus zwischen Halle 2 und Leiterhaus, nach Erreichen des ersten Angriffs Halle 4.
- 11. Nachrichtenstaffel: legt Draht zu 1. und 3. Kompanie, Artillerieregiment und IG-Gruppe sind für Drahtverbindung zu ihren Feuerstellen selbst verantwortlich.

Die Sturmpioniere wurden mit Maschinenpistolen, Flammenwerfern, Handgranaten, geballten Ladungen, Sprengkörpern, Nebelkerzen und Schützenminen ausgestattet. Es wurden 4 Stoßtrupps zu je 30–40 Mann gebildet, welche im Abstand von 30 Metern von Sicherungstrupps gefolgt werden sollten. Das gewonnene Gelände sollte dann schließlich vom kroatischen 369. Infanterie-Regiment dauerhaft gesichert werden. Der Einbruch in Halle 4 sollte nicht durch Tore oder Fenster geschehen, sondern durch eine mittels Sprengladung geschlagenen Bresche. Scharfschützen aus dem Leiterhaus sollten durch Flakgeschütze niedergehalten und bekämpft werden.
Verlauf
Sturmpioniere bahnten sich in den frühen Morgenstunden Gassen durch die Minenfelder im Trümmerfeld der zerschossenen Güterwagen vor der Martinsofenhalle. Deutsche Artillerievorbereitung wurde von wesentlich stärkerem russischem Granatfeuer aus Geschützen am östlichen Wolgaufer erwidert, so dass bereits empfindliche Ausfälle verzeichnet werden mussten, noch bevor der Angriff beginnen konnte. Der durch die Granateinschläge verursachte dichte Qualm und die daraus resultierende geringe Sichtweite machte die Koordination des Angriffs sehr schwierig.
Die Sprengladung konnte erfolgreich angebracht werden. Den ersten Stoßtrupps gelang es fast unmittelbar nach der Detonation, über die Bresche in Halle 4 einzudringen. Aus der Martinsofenhalle drang bereits Gefechtslärm, als das kroatische Infanterieregiment unter schweres MG-Feuer geriet. Russische MPI-Schützen feuerten von Dachgestängen und Erdbunkern und fügten den vorrückenden Sturmpionieren von Anfang an schwerste Verluste zu.
Die Vorwärtsbewegung in dem von Trümmern übersäten Gebäude war fast unmöglich. Quer durch die Halle verlief eine Barriere aus Loren, Schienen, Eisenstangen und Querträgern. Die Angreifer verfingen sich im Drahtgewirr am Boden oder wurden an Engpässen systematisch ausgeschaltet. An vielen Stellen mussten die Pioniere in einer Reihe über einzelne Stahlträger balancieren; diese Positionen lagen unter ständigem Beschuss durch russische Maschinengewehre. Sowjetische Scharfschützen feuerten aus ihren Wechselstellungen in großen Leitungsrohren, bis sie mit Flammenwerfern bekämpft wurden. Nach dreistündigem erbittertem Kampf konnten lediglich 70 Meter kurzfristig von den Deutschen erobert werden. Die eigenen Verluste übertrafen dabei alle Erwartungen der deutschen Divisionsleitung.
Beide Stoßtrupps Limbach und Fetzer scheiterten an der Stärke des russischen Widerstandes. Immer öfter wurden rote und grüne Leuchtkugeln abgeschossen, was einen Gegenangriff und das dringende Anfordern von Verstärkung bedeutete. Die Sturmpioniere mussten in den zahlreichen Bombentrichtern in Deckung gehen und waren wegen des präzisen Abwehrfeuers nicht in der Lage, weiteren Geländegewinn zu erzielen.
Die nahkampferprobten Kroaten unter Major Breivikovic liefen direkt in russisches Maschinengewehrfeuer, das zahlreiche Todesopfer forderte. Die wenigen Überlebenden gruben sich notdürftig ein. Eine Rückwärtsbewegung oder gar ein Gegenangriff wurden durch die sowjetischen Verteidiger unmöglich gemacht. Erst bei Einbruch der Dämmerung gelang es ihnen, sich aus der Halle zurückzuziehen. Eine andere kroatische Einheit unter Leutnant Rudolf Baricevic konnte die russischen Positionen im unübersichtlichen Trümmerfeld nicht ausmachen und geriet in das Schussfeld von Scharfschützen, die die Kroaten beinahe vollständig eliminierten.
Die Rote Armee imitierte teilweise die deutsche Signalmunition, um Artillerieschläge auf ihre Stellungen zu lenken.
Ergebnis
Die Sturmpionieroffensive auf die Martinsofenhalle endete in einem Debakel; trotz überproportional großer Verluste wurde kein Geländegewinn erreicht. Allein am 11. November 1942 verlor das LI. Korps 3000 Soldaten und 10 Panzer. Die Kraft der kleinen Stoßtrupps reichte nicht mehr aus, um die Halle 4 zu nehmen. Größere Einheiten wie die 305. Infanterie-Division hätten ihre Kraft in der räumlichen Enge nicht entfalten können, sondern nur ein besseres Ziel geboten und wären gruppenweise ausgeschaltet worden.
Major Josef Linden gewann die Erkenntnis, dass die Martinsofenhalle im direkten Frontalangriff nicht zu nehmen sei. In einem abschließenden Bericht wurde vermerkt, dass der deutsche Angriff bedauerlicherweise mitten in die Bereitschaft eines feindlichen Großangriffs getragen wurde.
In der Divisionsgeschichte der 79. Infanterie-Division hieß es in der Tagesmeldung vom 11. November 1942:

„Stoßtruppunternehmen der 79. I. D, gegen Westteil des Martinofenwerkes stieß auf einen feindlichen Angriff und kam nicht zur vollen Auswirkung. Die Einbruchstelle des Vortages im Werk westlich der Hallen 8 wurde bereinigt. Im Laufe des Vormittages griff der Feind an mehreren sich folgenden Vorstößen in diesem Werk erneut an und drang hier ein. Um 14.00 Uhr war die Halle wieder fest in eigener [Feindes] Hand.“

### 12. November 1942

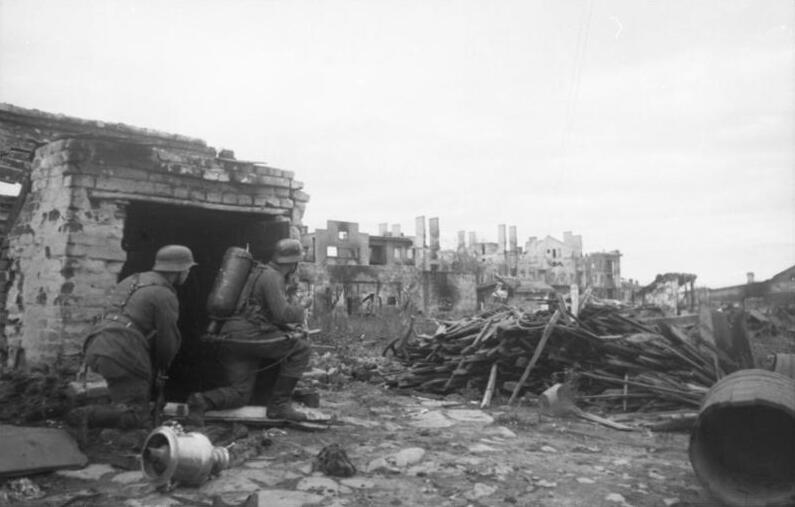
Einsatz des Flammenwerfers in Stalingrad

Helmut Welz beschreibt einen Angriff der Sturmpioniere am 12. November 1942 gegen die Eisenbahnschleife „Tennisschläger“:

„Alle Augeblicke sehen wir, wie anstürmende Trupps gelichtet werden, wie Maschinenpistole und Gewehr zu Boden fallen und ihre Träger ins Leere greifen, um getroffen zwei Schritte weiter zu stürzen. Die Erdspalten haben die Kämpfer verschluckt. Ich warte auf nachrückende Einheiten, die verstärken und die erkämpften Meter fest in die Hand nehmen. Aber da hinten bleibt es leer. Verwundete humpeln zurück, Sanitäter schleppen Tragbahren. Die Leere des Schlachtfeld beunruhigt mich. Gleich wird der gefürchtete Gegenstoß geführt. Schon wächst der Gefechtslärm. Auf unserer Seite rührt sich nichts. Keine Kompanie, kein Bataillon, keine Verstärkung ist zu sehen. Ein Soldat springt über den Rand der Balka. Ein deutscher. Er läuft zurück, sicher ein Melder. Aber nein, noch einer, drei, vier. Auch aus den Ausgängen der Schluchten kommen einzelne Pioniere heraus. Wo bleiben die Reste der fünf Bataillone? Die Russen nähern sich jetzt der Ausgangsstellung, und da setzt ein Trommelfeuer ein wie heute früh. Dann erstarren die Linien. Alles ist wie vorher. Wie vor dem Angriff, wie gestern, wie vor einer Woche. Habe ich geträumt, war das Ganze nur ein Spuk? Fünf frische Bataillone sind zum Angriff angetreten, fünf Bataillone haben gekämpft wie daheim auf dem Übungsplatz. Und das Ergebnis? Die Masse ist tot, ein Teil verwundet, der Rest geschlagen, vernichtend geschlagen. Es ist wie verhext, hier beißt man auf Granit. Wenn nicht ganze Divisionen an die Front geworfen werden, kommen wir nie zum Ziel.“

Die 100. Jäger-Division zerstörte 19 Bunker des Gegners und die 71. und 295. ID nahmen einige Arbeiterwohnheime beim „Tennisschläger“. Innerhalb von 48 Stunden löste sich der Großangriff in eine Reihe von isolierten Feuergefechten auf. Kleinere deutsche Infanterie-Einheiten erreichten das Wolgaufer, wurden jedoch durch vorstoßende Rotarmisten von ihrem Verband getrennt.
Im Stahlwerk „Roter Oktober“ fielen 244 Rotarmisten der 118. GSR innerhalb von 5 Stunden und vom 112. GSR überlebten nur 100 Männer. 440 Pioniere fielen an diesem Tag und die 389. ID hatte 190 Tote und 189 Vermisste zu beklagen.
Tschuikow befahl im Gegenzug am 12. November 1942:

„Der Gegner versucht die Front im Südostteil des Werkes ‚Roter Oktober‘ zu durchbrechen und die Wolga zu erreichen. Zur Verstärkung des linken Flügels der 39. Gardeschützen-Division und zur Säuberung des gesamten Werkgeländes vom Gegner, befehle ich den Kommandeuren der 39. Gardeschützen-Division die Gefechtsordnung im Zentrum und am linken Flügel seiner Division durch ein Bataillon des 112. Gardeschützen-Regiments zu verstärken. Aufgabe: die Lage völlig wiederherzustellen und das Werksgelände vom Gegner zu säubern.“

Für den deutschen Generalstab zeichnete sich zwar ein sowjetischer Gegenangriff ab, dessen Möglichkeiten wurden jedoch unterschätzt:

„Das Gesamtbild des Kräfteaufbaus ist nach Ort, Zeit und Umfang jedoch noch unklar, baldige Angriffsmöglichkeiten zeichnen sich nicht ab. Für weiterreichende Operationen dürften die vorhandenen Kräfte zu schwach sein.“

### 13. November 1942
Durch Verstärkung des PiBtl. 162 konnten am 13. November 1942 die Apotheke und das „Rote Haus“ eingenommen werden. Dies gelang nicht im verlustreichen Frontalangriff, sondern durch geballte Ladungen und Hohlladungen, die vom PiBtl. 50 eingesetzt wurden. Im Tagesbericht der 138. SD wurde von außerordentlich harten Kämpfen um diese Gebäude berichtet. Im Laufe der elfstündigen Feuergefechte drangen Wehrmachtverbände tief in die Formation der eingeschlossenen Schützendivision ein, dabei erreichten ca. 70 MPI-Schützen den Divisionsgefechtsstand der 138. SD. Es entwickelten sich Handgranatenkämpfe um die Treppenaufgänge und die einzelnen Stockwerke, der deutsche Angriff konnte schließlich nach schweren Verlusten auf beiden Seiten abgewehrt werden. Angeblich zählte man danach 1000 Tote im Divisionsabschnitt. Das PiBtl. 162 erlitt 40 % Mannschaftsverluste bei der Spaltung eines sowjetischen Brückenkopfes an der Wolga. Dabei gelang es, einen Keil zwischen zwei Schützen-Regimenter zu schieben und die Benzintanks zu erobern. Ein komplettes sowjetisches Schützen-Bataillon wurde auf 15 Mann reduziert, welche dennoch einen 70 m breiten Uferstreifen an der Wolga halten konnten.
Das PiBtl. 162 wurde im Sektor des IR 578 für einen weiteren Einsatz am 13. November 1942 eingesetzt. Das Ziel war die weitere Einschnürung der eingeschlossenen Sowjetverbände hinter der Geschützfabrik „Barrikaden“ im Bereich „Ludnikows Insel“. Die Konzentration galt der Einnahme der befestigten Stellungen am Steilufer. Sprengladungen konnten zwar angebracht werden, die Zünddrähte wurden von der Gruppe Rolik jedoch wieder zerschnitten. Die Angriffsbemühungen wurden durch präzises Artillerie-Abwehrfeuer sowjetischer Batterien vom östlichen Wolgaufer zunichtegemacht. Ein deutscher Panzerverband wurde in Brand geschossen und eine Kompanie auf der Sandbank vernichtet. Die deutschen Infanteristen verminten die Sandbank und zogen sich in die Ausgangsstellung der Balka zurück.
Der Wehrmacht gelang am 13. November die Einnahme des Hauses 81, welches in unmittelbarer Nähe des Kommissarshauses lag. Der Einbruch erfolgte im Kellerstockwerk; die höheren Stockwerke wurden nach und nach im erbitterten Nahkampf erobert.
Der Einsatz von Sturmgeschützen war im schwierigen bebauten Gelände nur sehr bedingt möglich, da sie den schnellen Angriffen der Sturmpioniere nicht folgen konnten; ihre Aufgabe lag überwiegend im rückwirkenden Feuerschutz.

### 14. November 1942
Der letzte Angriff der Sturmpioniere fand am 14. November 1942 im Bereich Geschützfabrik „Barrikaden“ statt, führte jedoch zu keinem nennenswerten Erfolg. Das PiBtl. 294 verteidigte das Treibstofflager, das PiBtl. 50 (mot.) in östliche Richtung und das PiBtl. 162 gegen Sowjetkräfte im Norden. Die durch Stollengänge miteinander verbundenen sowjetischen Stellungen konnten weder durch Artillerieangriffe, Sprengungen und Minierungen noch durch Handgranatenwürfe wirksam bekämpft werden.

„Heeresgruppe B: In Stalingrad nahmen Stoßtrupps ostwärts ‚Rote Barrikade‘ zwei Häuserblocks und das Kommissarshaus. Ein Feindangriff von 150 Mann wurde abgewiesen.“

„Die schweren Kämpfe um Stalingrad halten an. Die faschistische Belagerungsarmee, die, wie bereits gemeldet, durch 60000 Mann frischer Truppen verstärkt worden ist, macht gewaltige Anstrengungen, die Besatzung der Stadt zu überwinden und die Entscheidung zu erzwingen. Der Hauptschauplatz der Kämpfe auch in dieser neuen Phase ist noch immer das Fabrikviertel im nördlichen Teil von Stalingrad, wo die deutschen Sturmtruppen neue Durchbruchsversuche unternommen haben. Sie verlagern die Schwerpunkte ihrer Angriffe auf einen Sektor von nur 250 bis 300 Metern Breite, wo sie längs eines einzigen Straßenzuges geringe Geländegewinne erzielten, die mit außerordentlich schweren Verlusten erkauft wurden.“

### 16. bis 18. November 1942
Major Rettenmaier berichtete, dass am 16. und 17. November 1942 noch vereinzelte Gefechte stattfanden, wobei lediglich zwei Gebäude der „70er“-Reihe erobert wurden. Am 18. November 1942 wurde Haus 83 durch IR 578 eingenommen.
Trotz völligen Fehlschlags der Operation Hubertus ging Hitler von einer Fortsetzung der Angriffe und dem Festhalten an den Minimalzielen aus:

„Ich erwarte deshalb, dass die Führung nochmals mit aller wiederholt bewiesenen Energie und die Truppe nochmals mit dem oft gezeigten Schneid alles einsetzen, um wenigstens bei der Geschützfabrik und beim Metallurgischen Werk bis zur Wolga durchstoßen und diese Stadtteile zu nehmen.“

## Bilanz
Als Resultat des Unternehmens Hubertus wurden das Kommissarshaus und die Apotheke genommen, die Fabrikkomplexe fielen jedoch nur teilweise in deutsche Hand. Der Großangriff der 305. Infanterie-Division und des Pionierbataillons 179 im Stahlwerk „Roter Oktober“ wurde abgeschlagen und die Martinsofenhalle / Halle 4 verblieb weiter in sowjetischer Hand. Eingesetzt waren etwa 3000 Soldaten, von denen 1000 bei den Kampfhandlungen fielen.
Nach dem Unternehmen ließ Oberst Herbert Selle die stark dezimierten fünf Pionierbataillone zu einem Bataillon unter dem Befehl von Major Krüger zusammenfassen und im Gefechtsabschnitt der 305. ID infanteristisch einsetzen.
Der Einsatz der Sturmpioniere in den Häuserkämpfen in Stalingrad wird als letzter Versuch der Wehrmacht angesehen, die verbliebenen Brückenköpfe der 62. Armee am westlichen Wolgaufer zu nehmen, ungeachtet der Verluste an Menschen und Material. Mit diesem letzten Einsatz sollte die Entscheidung in der Schlacht um Stalingrad noch vor Winterbeginn herbeigeführt werden. In seiner Rede im Löwenbräukeller am 8. November 1942 sah Hitler diese Entscheidung bereits als gefallen an.
Das Unternehmen Hubertus erwies sich als militärisches Fiasko und schwächte entscheidend die Kampftruppen in den nördlichen Industriekomplexen. Während dieser Phase stand die sowjetische Operation Uranus zur Einkesselung der 6. Armee unmittelbar bevor, so dass selbst das Erreichen der Einsatzziele im Unternehmen Hubertus den Ausgang nicht mehr hätte wesentlich entscheiden können.
Oberst Herbert Selle sagte über den Verlust der Spezialisten:

„Man wird in Deutschland viele Tränen weinen… wohl dem, der diese nicht vertretbaren Opfer nicht zu vertreten hat.“

Tschuikow schrieb über die letzten deutschen Angriffsbemühungen im November 1942:

„Alle Informationen und der Gefechtsverlauf zeigten, dass die Kräfte auf beiden Seiten zu Ende gingen. Der Gegner hatte unsere Armee in zehntägigen Gefechten erneut in zwei Teile gespalten, das Traktorenwerk genommen, die Hauptkräfte unserer Armee jedoch nicht vernichten können. Dazu reichte es nicht. Er musste aus der Tiefe Reserven in das Gefecht führen und neben frischen Divisionen auch aus ihrem Verband heraus gelöste und auf dem Luftweg nach Stalingrad verlegte Regimenter und Bataillone einsetzen. Aber selbst das genügte nicht. Der Gegner war gezwungen, von verschiedenen Divisionen der langen Front einzelne Bataillone, insbesondere Pionierbataillone, abzuziehen und sie aus der Bewegung heraus ins Gefecht zu werfen. Doch im Feuer der Stalingrader Schlacht schmolzen sie wie Wachs.“

„Dieser Nachschub, dieser ständig über den Fluss rollende Ersatz für die Verteidiger, war das Problem der Schlacht. Das Geheimnis lag in eben diesen Löß-Schluchten des Wolga-Ufers. In diesem Steilufer, das für die deutsche Artillerie unerreichbar war, saßen die Stäbe der Sowjets, waren die Lazarette untergebracht, die Munitionsdepots. Hier waren die Sammelplätze für die in der Nacht über den Fluss gebrachten Menschen und Materialtransporte. Hier waren die Ausfallstellungen für Gegenstöße. Hier mündeten die Abwasserkanäle der Industriewerke, jetzt leere lange Höhlenwege, die in den Rücken der deutschen Front führten. Sowjetische Stoßtrupps krochen hindurch. Hoben vorsichtig die Gullydeckel. Brachten MGs in Stellung. Dann prasselten die Feuerstöße in den Rücken vorgehender deutscher Verbände, knallten in die Essenträger und Nachschubkolonnen. Gullydeckel zu und zurück.“

Bekannt wurden die Sturmpioniere unter anderem durch den Film Stalingrad von Joseph Vilsmaier aus dem Jahr 1993, der die Geschichte des Pionierbataillons 336 in den Kämpfen um das Stahlwerk „Roter Oktober“ erzählt.
Eine andere Sicht der Schlacht, mit Fokus auf die russischen Scharfschützen um Wassili Saizew, brachte 2001 der Kinofilm Duell – Enemy at the Gates.